# Evangelical Lutheran Church in America
Evangelical Lutheran Church in America, ELCA, är USA:s största samfund inom den evangelisk-lutherska traditionen. 
Teologiskt anses ELCA vara den mest liberala av de lutherska kyrkorna i USA, och står Svenska kyrkan nära i många frågor. Till skillnad från de mer konservativa kyrkorna som Missourisynoden och Wisconsinsynoden accepterar ELCA kvinnliga präster, och även homosexuella präster.
ELCA bildades den 1 januari 1988 genom en sammanslagning av tre äldre lutherska kyrkor, The American Lutheran Church, Lutheran Church in America och Association of Evangelical Lutheran Churches.
ELCA har avtal om kyrkogemenskap med episkopalkyrkan, den Moraviska kyrkan i USA, den presbyterianska kyrkan i USA, den reformerta kyrkan, United Church of Christ och United Methodist Church. Det sistnämnda avtalet röstades igenom i slutet av augusti 2009. Dagen efter beslutade ELCA:s kyrkomöte att homosexuella som lever i livslånga, trogna relationer kan bli ordinerade till präster inom samfundet. Metodisternas biskop Gregory Palmer meddelade då att sådana präster inte kommer att omfattas av samarbetsöverenskommelsen, som ger präster inom de båda samfunden rätt att tjänstgöra i varandras kyrkor. Efter beslutet att öppna prästämbetet accelererade medlemstappet. Under 2010 och 2011 förlorade samfundet nära en halv miljon medlemmar.
Sedan 2013 har Elizabeth Eaton fungerat som kyrkans presiderande biskop d.v.s. högsta ledare. Hon återvaldes igen år 2019.

### Fotnoter
1. ↑  ”Summary of Congregational Statistics as of 12/31/2024” (på engelska). Evangelical Lutheran Church in America. 6 juni 2025. https://elcamediaresources.blob.core.windows.net/cdn/wp-content/uploads/summary-of-congregational-statistics-as-of-12-31-24.pdf. Läst 25 juli 2025.
2. ↑  Kerstin Doyle (1 september 2009). ”Metodistkyrkan i USA säger nej till homosexuella präster”. Dagen. http://www.dagen.se/metodistkyrkan-i-usa-s%C3%A4ger-nej-till-homosexuella-pr%C3%A4ster-1.171505. Läst 1 september 2009.
3. ↑  ”Liten synod bättre än stor”. Lutheranen. 1 december 2000. http://luk.se/luthwebbarkiv/Luth2000-4.htm. Läst 8 december 2015.
4. ↑  ”Den liberala evangelisk-lutherska kyrkan i USA har tappat en halv miljon medlemmar”. Signum. 4 juni 2013. http://signum.se/den-liberala-evangelisk-lutherska-kyrkan-i-usa-har-tappat-en-halv-miljon-medlemmar/. Läst 9 juni 2013.
5. ↑  ”Meet the Woman Who Will Lead Evangelical Lutherans: ‘Religious but Not Spiritual’” (på engelska). TIME. 18 augusti 2013. https://swampland.time.com/2013/08/18/meet-the-woman-who-will-lead-evangelical-lutherans-religious-but-not-spiritual/. Läst 6 november 2022.
6. ↑  ”Lutheran Church overwhelmingly re-elects first female presiding bishop” (på engelska). The Christian Post. 7 augusti 2019. https://www.christianpost.com/news/lutheran-church-overwhelmingly-re-elects-first-female-presiding-bishop.html. Läst 6 november 2022.